# Un costume rayé d'enfer
Un costume rayé d'enfer est un roman de Jean-Pierre Renouard publié en 2001

## Résumé
En juin 1944, à 22 ans, l'auteur est emmené au camp de Neuengamme puis à celui de Misburg, à côté d'une raffinerie que bombardent les Alliés et que reconstruisent les 1000 prisonniers. Ils échangent de l'essence contre des denrées avec les livreurs. En mars 1945, ils sont transférés à Belsen. Le typhus y est véhiculé par les poux. En avril, les Anglais arrivent mais laissent les prisonniers pour éviter l'épidémie. Certains mangent de l'homme. Sa mère vient le chercher.